# ألبرت والش
ألبرت والش هو قاضي وسياسي كندي، ولد في 3 أبريل 1900 في Holyrood, Newfoundland and Labrador ‏ في كندا، وتوفي في 12 ديسمبر 1958 في سانت جونز في كندا. انتخب حاكم نيوفندلاند ولابرادور ‏.